# Suze-la-Rousse
Suze-la-Rousse este o comună în departamentul Drôme din sud-estul Franței. În 2009 avea o populație de 1.886 de locuitori.

## Evoluția populației
| An        | 1975  | 1982  | 1990  | 1999  | 2006  | 2009  |
| --------- | ----- | ----- | ----- | ----- | ----- | ----- |
| Populație | 1.197 | 1.396 | 1.422 | 1.564 | 1.787 | 1.886 |